# Xantfos
Xantfos (systematický název 4,5-bis(difenylfosfino)dimethylxanten) je organická sloučenina odvozená od heterocyklické sloučeniny xanthenu. Používá se jako bidentátní ligand při hydroformylaci alkenů. Díky svému velkému úhlu ligand-kov-ligand (108°) může například s chloridem palladnatým vytvářet cis- i trans adukty. Podobným bidentátním ligandem je SPANfos.
Připravuje se lithiací 9,9-dimethylxantenu a reakcí vzniklého produktu s chlordifenylfosfinem.